# Kylee Cochranová
Kylee Cochranová (nepřechýleně Cochran; * 27. prosince 1974 Brigham City, Utah) je americká herečka.

## Počátky
Narodila se v americkém Brigham City, kde byla také vychovávána a už v útlém věku díky jejímu talentu vše směřovalo k herecké kariéře.

## Kariéra
Před kamerou se poprvé objevila v roce 1996, konkrétně v televizním filmu Terror in the Family, kde si také zahrála Hilary Swank. Poté byla obsazována spíše do menších filmových i seriálových rolí. K těm větším patří role ve filmech Novinová četa, Gangland v hlavních rolích s Ice-T, Cooliem či Costasem Mandylorem, nebo horor Vrána 3:Návrat.
Spatřit jsme jí mohli také v seriálech jako Dr. House, Pohotovost nebo Drzá Jordan.

## Filmografie

### Filmy
- 1999 – Romp
- 2000 – Vrána 3: Návrat, Cage in Box Elder
- 2001 – Gangland
- 2006 – Nameless Moment
- 2011 – Sedona

### Televizní filmy
- 1996 – Terror in the Family, Novinová četa
- 2000 – Sharing the Secret

### Seriály
- 1997 – Konečně zazvonilo, nová třída
- 1998 – Americká střední, Sedmé nebe
- 1999 – Providence
- 2000 – Pacific Blue
- 2001 – Undressed
- 2002 – Drzá Jordan
- 2003 – Pohotovost
- 2004 – Kalifornské léto, Dr. House
- 2010 – Status: Nežádoucí